# Domen Škofic
Domen Škofic (Liubliana, Eslovenia, 11 de abril de 1994) es un escalador esloveno, ganador de una Copa del Mundo de Escalada en la modalidad de escalada libre, en el año 2016. Además ha conseguido dos terceros puestos en la modalidad de combinada en 2014 y 2015.

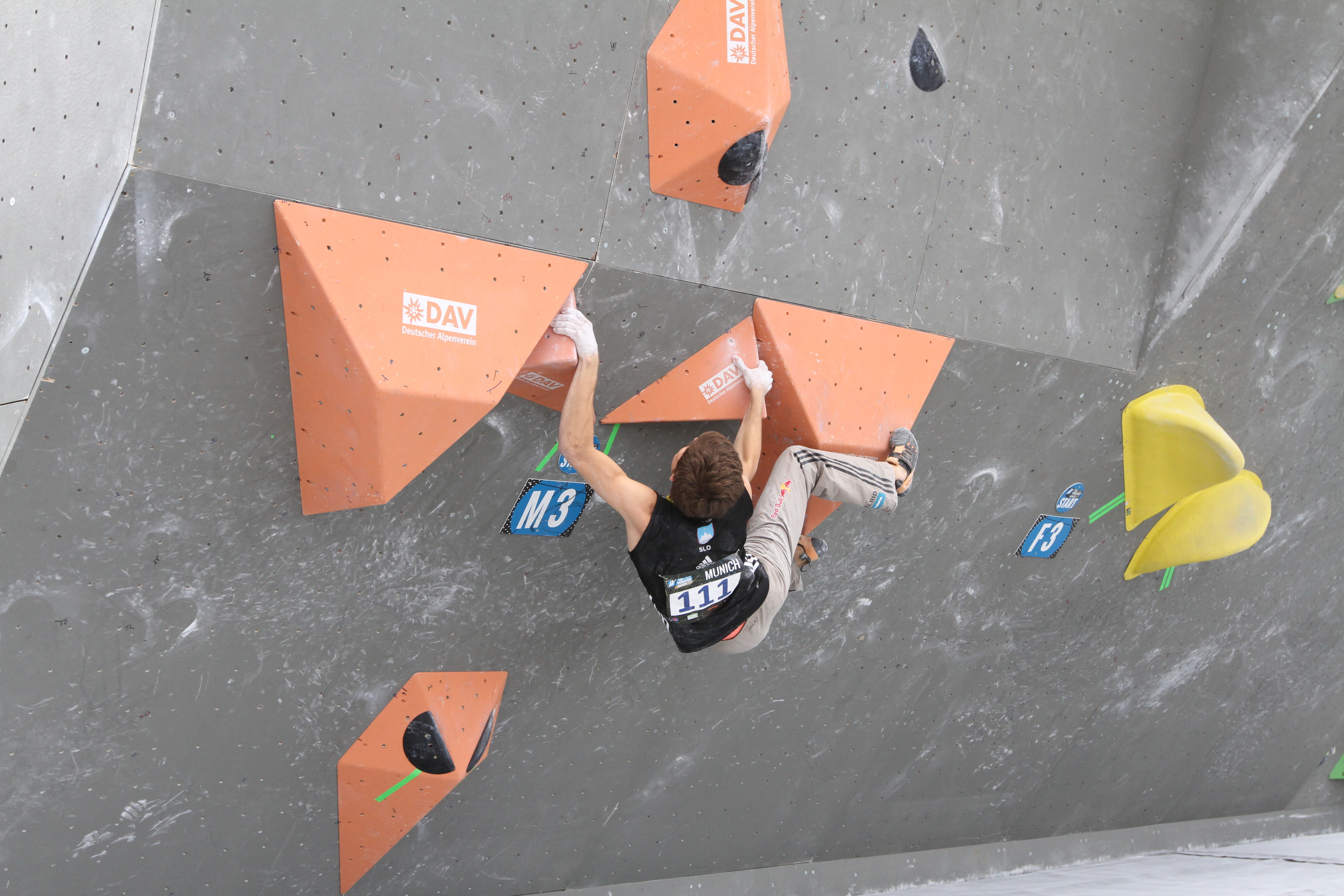
Skofic en 2015